# The Painted Hills
The Painted Hills is een Amerikaanse western uit 1951. De hoofdrollen werden vertolkt door Paul Kelly, Gary Gray, Bruce Cowling en Pal, de hond die vooral bekend werd als Lassie. De regie was in handen van Harold F. Kress.

## Verhaal
De film draait om een goudzoeker genaamd Jonathan Harvey. Hij past op Tommy Blake, de zoon van Martha (een vrouw die haar echtgenoot heeft verloren). Verder wordt hij vergezeld door zijn collie Shep.
Na jaren niets te hebben gevonden vindt Jonathan eindelijk goud. Zijn hebzuchtige partner Lin Taylon vermoordt Jonathan echter om zelf het goud te bemachtigen. Hij vergiftigt tevens Shep en doodt bijna Tommy. Shep herstelt echter en leidt Lin naar de bergen, waar hij in een afgrond valt.

## Rolverdeling
| Acteur                 | Personage        |
| ---------------------- | ---------------- |
| Pal                    | Shep (as Lassie) |
| Paul Kelly             | Jonathan Harvey  |
| Bruce Cowling          | Lin Taylor       |
| Gary Gray              | Tommy Blake      |
| Art Smith              | Pilot Pete       |
| Ann Doran              | Martha Blake     |
| Chief Yowlachie        | Bald Eagle       |
| Andrea Virginia Lester | Mita             |
| Brown Jug Reynolds     | Red Wing         |

## Achtergrond
Hoewel dit niet een officiële Lassie-film was, droeg de film wel de alternatieve titel Lassie's Adventures in the Gold Rush.
De film werd bespot in de cultserie Mystery Science Theater 3000.